# Don Balón
Pour les articles homonymes, voir Don.
Don Balón est un hebdomadaire espagnol basé à Barcelone consacré à l'actualité du football. Le premier numéro parait le 7 octobre 1975. En septembre 2011, Don Balón cesse de paraître.

## Présentation
Don Balón était distribué sur les cinq continents et possédait un réseau de correspondants dans une cinquantaine de pays.
Depuis 1976, le magazine décernait les prix Don Balón aux meilleurs joueurs du championnat d'Espagne. Il y avait plusieurs catégories : meilleur joueur espagnol, meilleur joueur étranger, meilleur arbitre, joueur révélation du championnat et meilleur entraîneur. Ces prix étaient parmi les plus prestigieux du football espagnol.
Don Balón était membre de l'association European Sports Magazines, une association de publications européennes de football.